# عبد الحميد البقشي
عبد الحميد بن علي البقشي فنان تشكيلي سعودي من مواليد الإحساء بالمملكة العربية السعودية عام 1950م.

## نسبه
ينتمي الفنان التشكيلي لعائلة البقشي التي تقطن الأحساء والدمام والبحرين وهي عائلة عريقة. جزء من عائلة البقشي نزحوا إلى العراق وتم تغيير اسمهم إلى آل زهير وهم يقطنون منطقة البصرة بالعراق.

## بدايات
بدأت موهبته الفنية منذ الصغر. التحق بمعهد التربية الفنية في الرياض، وحصل على بعثة إلى الولايات المتحدة الأمريكية لدراسة الفنون التشكيلية، وعمل معلما للتربية الفنية في الأحساء قبل أن يتفرغ تمامًا للرسم.

## فنه
في 2003 انتهى عبد الحميد البقشي من تجربة رسم العنصر الواحد والتي بدأ بها قبل 4 سنوات، وبدأ تجربة الرسم بقلم الرصاص.
في 2004 بدأ البقشي تجربة تناول فيها الحرف العربي وفق رؤيته البصرية، وبما يحقق به من معنى يرتبط بالمكان والإنسان.

## معارض
شارك في العديد من المعارض الفنية.
- 1979 – أقام أول معرض فني له.[4]

- 2009 – معرض بملتقى عبد الرحمن السليمان «الاربعائية» يوم 28 أكتوبر 2009 بالدمام.[5]
- 2019 – معرض جماعي لفناني الإحساء ممن يشتغلون في سلك التعليم بقاعة محمد الصندل بمقر جمعية الثقافة والفنون في الأحساء، وشارك فيه فيه إلى جنب البقشي فنانون تشكيليون متقاعدون من مهنة التعليم، وأسماء رائدة على مستوى الفن التشكيلي في الإحساء مثل وأحمد السبت وسعدون السعدون.[6]

امتنع الفنان عن المشاركات في المعارض المحلية والاكتفاء بقليل منها على مستوى مدينته الاحساء مبررا البقشي بعدم الاهتمام بالاعمال الفنية خاصة وتعرض أعماله له للعطب أو كسر الاطارات وحتى فقدان البعض.

## تكريمات
تكريم الفنان في الدورة الخامسة لمهرجان الرواد والمبدعين العرب الذي تنظمه جامعة الدول العربية في الدوحة في الفترة من 27 إلى 29 نوفمبر الجاري، ضمن فعاليات الدوحة عاصمة الثقافة العربية لعام 2010.

## روابط خرجية
- قراءة للوحة الفنان عبدالحميد البقشي للفنان أحمد العبدالنبي على يوتيوب